# 삼성 갤럭시 A21
삼성 갤럭시 A21는 삼성전자가 제조한 스마트폰이다.